# Birgit Prinz
Birgit Prinz (n. 25 octombrie 1977, Frankfurt am Main, RFG) este o fotbalistă germană retrasă din activitate. Cea mai mare parte a carierei și-a petrecut-o la clubul 1. FFC Frankfurt. Birgit Prinz a fost o componentă de bază a echipei națională de fotbal feminin a Germaniei; ea deține recordul pentru cele mai multe apariții pentru națională și este golghetera all-time a echipei, cu 214 meciuri jucate și 128 de goluri marcate. Prinz rămâne a fi una din cele mai prolifice jucătoare din fotbalul feminin mondial și este golghetera all-time a Campionatului Mondial de Fotbal Feminin, cu 14 goluri marcate (la egalitate cu brazilianca Marta). Ea a fost desemnată jucătoarea anului în lume (FIFA World Player of the Year) în 2003, 2004 și 2005. Pe 12 august 2011 ea și-a anunțat încheierea carierei. În prezent ea activează în calitate de psiholog sportiv pentru echipa masculină și cea feminină a clubului TSG 1899 Hoffenheim.